# ریشارد پرولسکی

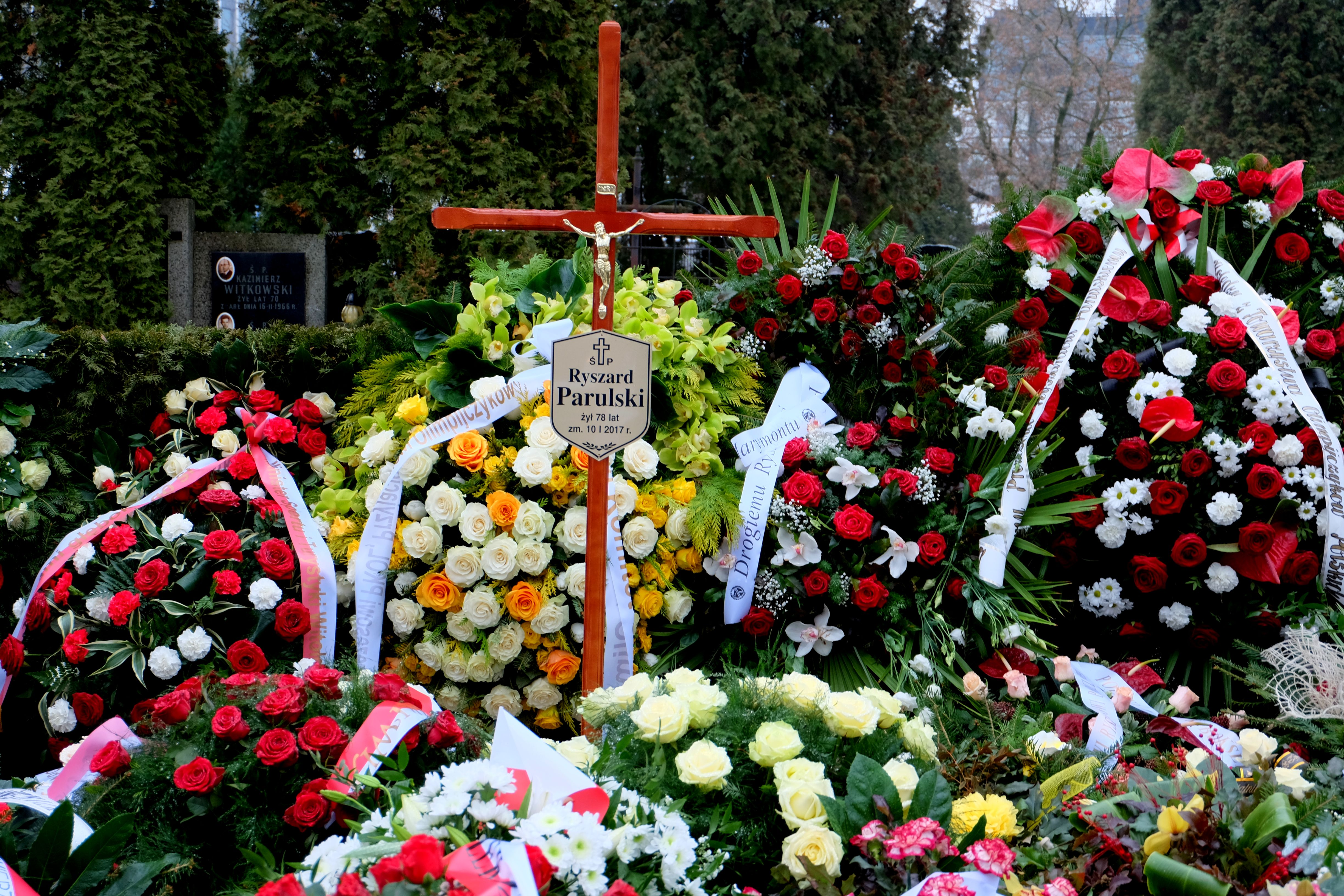
نمایی از مزار ریشارد پرولسکی پس از خاک‌سپاری - ۲۰۱۷

ریشارد پرولسکی (انگلیسی: Ryszard Parulski; ۹ مارس ۱۹۳۸ – ۱۰ ژانویهٔ ۲۰۱۷) ورزشکار شمشیربازی اهل لهستان بود.
وی در مسابقات کشوری و بین‌المللی در مجموع برندهٔ ۱ مدال نقره، ۱ مدال برنز شده‌است.